# Lower Badibu
Lower Badibu är ett distrikt i Gambia. Det ligger i regionen North Bank, i den västra delen av landet, 60 km öster om huvudstaden Banjul. Antalet invånare var 17 961 vid folkräkningen 2013. De största orterna då var Kerewan, Saaba, Banni, Gunjur och Suwareh Kunda.